# Robertet
Ne doit pas être confondu avec Famille Robertet.
 (septembre 2022).
Si vous disposez d'ouvrages ou d'articles de référence ou si vous connaissez des sites web de qualité traitant du thème abordé ici, merci de compléter l'article en donnant les références utiles à sa vérifiabilité et en les liant à la section « Notes et références ».
Robertet conçoit, fabrique et commercialise des produits aromatiques : compositions et bases de parfums, arômes alimentaires et ingrédients aromatiques naturels.
La société est cotée à la bourse de Paris.
Elle fait partie des sept membres réguliers de l'Association internationale du parfum (IFRA).

## Histoire
Dès sa création, François Chauve, fondateur de l’entreprise, s’adjoint son neveu Jean-Baptiste Maubert qu’il charge des fabrications. En 1875, Paul Robertet achète la « Fabrique » qui prend la dénomination de Robertet, usine qui ne traite que « les fleurs et les plantes de la région provençale ». En 1888, se constitue la société au nom collectif « P. Robertet & Cie ».
Maurice Maubert, fils de Jean-Baptiste, prend la direction de l’affaire en 1923. Il développe de nouveaux procédés d’obtention des produits naturels odorants : les « incolores » naturels sont mis au point en 1935, les « butaflors » en 1950. En même temps, il s’ouvre les portes du marché parisien et de ses prestigieux parfumeurs couturiers, tels que Guerlain, Chanel, Jean Patou.
Son fils, Jean Maubert, parie sur la diversification : conquête de marchés extérieurs et nouveaux produits (les bases pour la parfumerie en 1953, les arômes alimentaires en 1964). Dès 1966, commence la croissance externe de la société, avec le rachat de Cavallier, puis la constitution de filiales aux États-Unis, en Argentine, Brésil, Mexique et Royaume-Uni, ainsi que des unités technico-commerciales au Japon, en Suisse, Italie, Allemagne et Singapour. Nommé président, Jean Maubert met l’accent sur la recherche, faisant construire un nouveau site au Plan de Grasse.
En 1986, Robertet rachète Jay Flavors, devenu Robertet Flavors, ce qui lui permet de travailler avec tous les grands noms de l’industrie alimentaire américaine. Déjà à cette époque, la quatrième génération est à l’ouvrage avec Philippe et Christophe Maubert qui seront ultérieurement rejoints par Olivier Maubert. En 1993, Philippe Maubert prend la présidence. Sous son impulsion, Robertet va connaître une décennie de croissance très supérieure à celle du marché.
En 2008, la société a engagé un programme de développement de grande ampleur (120 millions d'euros). Celui-ci se traduit principalement par une prise de participation dans la société Charabot, par la construction d’une nouvelle usine à Grasse et en Chine, et par la constitution d’une société commune avec un grand groupe indien, accompagnée d’un projet industriel. Cette année-là verra aussi apparaître des membres de la cinquième génération : Arthur Le Tourneur d'Ison et Julien Maubert.

## Activités
L’activité du groupe Robertet est divisée en quatre branches :
- les arômes alimentaires ;
- les compositions pour les parfums ;
- les matières premières naturelles.
- les actifs naturels

Sa présence est mondiale, comme en témoigne sa présence active dans plus de cinquante pays par le biais de filiales et de bureaux en Europe, aux États-Unis, en Amérique latine, en Asie et en Afrique du Sud.
Robertet est reconnu comme l’un des leaders mondiaux des matières premières aromatiques naturelles.

## Actionnaires
Famille Maubert	47.02 %
Flottant	26.69 %
Firmenich International	21.61 %
Givaudan	4.68 %